# Micronychia bemangidiensis
Micronychia bemangidiensis är en sumakväxtart som beskrevs av Randrian. & Lowry. Micronychia bemangidiensis ingår i släktet Micronychia och familjen sumakväxter. Inga underarter finns listade i Catalogue of Life.